# Schieß-Europameisterschaften 10 Meter 2017
Die 46. ISSF Schieß-Europameisterschaften 10 Meter 2017, fanden vom 6. bis 12. März 2017 in Maribor, Slowenien für die Disziplinen Gewehr und Pistole auf die 10-Meter-Distanz statt. Es nahmen 577 Juniorinnen, Junioren und Erwachsene aus insgesamt 46 Nationen an den 36 Disziplinen teil.

## Ergebnisse

### Erwachsene

#### Gewehr

##### Männer
| 10 m Luftgewehr | 10 m Luftgewehr | 10 m Luftgewehr      | 10 m Luftgewehr | 10 m Luftgewehr | 10 m Luftgewehr | 10 m Luftgewehr | 10 m Luftgewehr |
| Nr.             | Wettbewerb      | Gold                 | Gold            | Silber          | Silber          | Bronze          | Bronze          |
| --------------- | --------------- | -------------------- | --------------- | --------------- | --------------- | --------------- | --------------- |
| 1               | Maribor         | Vladimir Maslennikov | 250,5           | Oleh Zarkow     | 247,7           | Alexis Raynaud  | 225,5           |

| 10 m Luftgewehr, Team | 10 m Luftgewehr, Team | 10 m Luftgewehr, Team                                          | 10 m Luftgewehr, Team | 10 m Luftgewehr, Team                                     | 10 m Luftgewehr, Team | 10 m Luftgewehr, Team                                      | 10 m Luftgewehr, Team |
| Nr.                   | Wettbewerb            | Gold                                                           | Gold                  | Silber                                                    | Silber                | Bronze                                                     | Bronze                |
| --------------------- | --------------------- | -------------------------------------------------------------- | --------------------- | --------------------------------------------------------- | --------------------- | ---------------------------------------------------------- | --------------------- |
| 1                     | Maribor               | RusslandVladimir Maslennikov Sergey Kamenskiy Evgeny Panchenko | 1878,5                | SerbienMilutin Stefanović Milenko Sebić Stevan Pletikosić | 1869,2                | DeutschlandMaximilian Dallinger Robin Zissel Dennis Welsch | 1868,5                |

##### Frauen
| 10 m Luftgewehr | 10 m Luftgewehr | 10 m Luftgewehr | 10 m Luftgewehr | 10 m Luftgewehr | 10 m Luftgewehr | 10 m Luftgewehr | 10 m Luftgewehr |
| Nr.             | Wettbewerb      | Gold            | Gold            | Silber          | Silber          | Bronze          | Bronze          |
| --------------- | --------------- | --------------- | --------------- | --------------- | --------------- | --------------- | --------------- |
| 1               | Maribor         | Snježana Pejčić | 249,1 ER        | Stine Nielsen   | 247,8           | Daria Vdovina   | 224,1           |

| 10 m Luftgewehr, Team | 10 m Luftgewehr, Team | 10 m Luftgewehr, Team                                     | 10 m Luftgewehr, Team | 10 m Luftgewehr, Team                                    | 10 m Luftgewehr, Team | 10 m Luftgewehr, Team                                       | 10 m Luftgewehr, Team |
| Nr.                   | Wettbewerb            | Gold                                                      | Gold                  | Silber                                                   | Silber                | Bronze                                                      | Bronze                |
| --------------------- | --------------------- | --------------------------------------------------------- | --------------------- | -------------------------------------------------------- | --------------------- | ----------------------------------------------------------- | --------------------- |
| 1                     | Maribor               | RusslandAnastasiia Galashina Yulia Karimova Daria Vdovina | 1251,5                | KroatienSnježana Pejčić Valentina Gustin Marta Zeljkovic | 1245,3                | TschechienNikola Mazurová Aneta Brabcová Gabriela Vognarová | 1244,2                |

##### Mixed
| 10 m Luftgewehr | 10 m Luftgewehr | 10 m Luftgewehr                   | 10 m Luftgewehr | 10 m Luftgewehr                    | 10 m Luftgewehr | 10 m Luftgewehr                          | 10 m Luftgewehr |
| Nr.             | Wettbewerb      | Gold                              | Gold            | Silber                             | Silber          | Bronze                                   | Bronze          |
| --------------- | --------------- | --------------------------------- | --------------- | ---------------------------------- | --------------- | ---------------------------------------- | --------------- |
| 1               | Maribor         | Andrea Arsović Milutin Stefanović | --              | Vladimir Maslennikov Daria Vdovina | --              | Selina Gschwandtner Maximilian Dallinger | --              |

#### Pistole

##### Männer
| 10 m Luftpistole | 10 m Luftpistole | 10 m Luftpistole | 10 m Luftpistole | 10 m Luftpistole | 10 m Luftpistole | 10 m Luftpistole | 10 m Luftpistole |
| Nr.              | Wettbewerb       | Gold             | Gold             | Silber           | Silber           | Bronze           | Bronze           |
| ---------------- | ---------------- | ---------------- | ---------------- | ---------------- | ---------------- | ---------------- | ---------------- |
| 1                | Maribor          | Christian Reitz  | 241,6 WR ER      | Damir Mikec      | 241,4            | İsmail Keleş     | 220,7            |

| 10 m Luftpistole, Team | 10 m Luftpistole, Team | 10 m Luftpistole, Team                                     | 10 m Luftpistole, Team | 10 m Luftpistole, Team                               | 10 m Luftpistole, Team | 10 m Luftpistole, Team                          | 10 m Luftpistole, Team |
| Nr.                    | Wettbewerb             | Gold                                                       | Gold                   | Silber                                               | Silber                 | Bronze                                          | Bronze                 |
| ---------------------- | ---------------------- | ---------------------------------------------------------- | ---------------------- | ---------------------------------------------------- | ---------------------- | ----------------------------------------------- | ---------------------- |
| 1                      | Maribor                | RusslandNikolai Kilin Vladimir Gontcharov Artem Chernousov | 1734                   | UkrainePawlo Korostyljow Viktor Bankin Oleh Omelchuk | 1728                   | SerbienDamir Mikec Dusko Petrov Dimitrije Grgić | 1727                   |

##### Frauen
| 10 m Luftpistole | 10 m Luftpistole | 10 m Luftpistole | 10 m Luftpistole | 10 m Luftpistole | 10 m Luftpistole | 10 m Luftpistole | 10 m Luftpistole |
| Nr.              | Wettbewerb       | Gold             | Gold             | Silber           | Silber           | Bronze           | Bronze           |
| ---------------- | ---------------- | ---------------- | ---------------- | ---------------- | ---------------- | ---------------- | ---------------- |
| 1                | Maribor          | Zorana Arunović  | 246,9 WR ER      | Olena Kostevych  | 239,5            | Sonia Franquet   | 218,9            |

| 10 m Luftpistole, Team | 10 m Luftpistole, Team | 10 m Luftpistole, Team                                       | 10 m Luftpistole, Team | 10 m Luftpistole, Team                                   | 10 m Luftpistole, Team | 10 m Luftpistole, Team                                             | 10 m Luftpistole, Team |
| Nr.                    | Wettbewerb             | Gold                                                         | Gold                   | Silber                                                   | Silber                 | Bronze                                                             | Bronze                 |
| ---------------------- | ---------------------- | ------------------------------------------------------------ | ---------------------- | -------------------------------------------------------- | ---------------------- | ------------------------------------------------------------------ | ---------------------- |
| 1                      | Maribor                | SerbienZorana Arunović Bobana Veličković Jasmina Milovanović | 1146                   | DeutschlandSandra Reitz Julia Hochmuth Stefanie Thurmann | 1139                   | RusslandVitalina Batsarashkina Margarita Lomova Alena Doroshkevich | 1134                   |

##### Mixed
| 10 m Luftpistole | 10 m Luftpistole | 10 m Luftpistole            | 10 m Luftpistole | 10 m Luftpistole                           | 10 m Luftpistole | 10 m Luftpistole            | 10 m Luftpistole |
| Nr.              | Wettbewerb       | Gold                        | Gold             | Silber                                     | Silber           | Bronze                      | Bronze           |
| ---------------- | ---------------- | --------------------------- | ---------------- | ------------------------------------------ | ---------------- | --------------------------- | ---------------- |
| 1                | Maribor          | Zorana Arunović Damir Mikec | --               | Vitalina Batsarashkina Vladimir Gontcharov | --               | Ruslan Lunev Nigar Nasirova | --               |

#### Laufende Scheibe

##### Männer
| 10 m laufende Scheibe | 10 m laufende Scheibe | 10 m laufende Scheibe | 10 m laufende Scheibe | 10 m laufende Scheibe | 10 m laufende Scheibe | 10 m laufende Scheibe    | 10 m laufende Scheibe |
| Nr.                   | Wettbewerb            | Gold                  | Gold                  | Silber                | Silber                | Bronze                   | Bronze                |
| --------------------- | --------------------- | --------------------- | --------------------- | --------------------- | --------------------- | ------------------------ | --------------------- |
| 1                     | Maribor               | Łukasz Czapla         | --                    | Vladislav Shchepotkin | --                    | Wladislaw Prjanischnikow | --                    |

| 10 m laufende Scheibe Mixed | 10 m laufende Scheibe Mixed | 10 m laufende Scheibe Mixed | 10 m laufende Scheibe Mixed | 10 m laufende Scheibe Mixed | 10 m laufende Scheibe Mixed | 10 m laufende Scheibe Mixed | 10 m laufende Scheibe Mixed |
| Nr.                         | Wettbewerb                  | Gold                        | Gold                        | Silber                      | Silber                      | Bronze                      | Bronze                      |
| --------------------------- | --------------------------- | --------------------------- | --------------------------- | --------------------------- | --------------------------- | --------------------------- | --------------------------- |
| 1                           | Maribor                     | Vladislav Shchepotkin       | 386+19+17                   | Maxim Stepanov              | 386+19+16                   | Emil Martinsson             | 384                         |

| 10 m laufende Scheibe, Team | 10 m laufende Scheibe, Team | 10 m laufende Scheibe, Team                                           | 10 m laufende Scheibe, Team | 10 m laufende Scheibe, Team                            | 10 m laufende Scheibe, Team | 10 m laufende Scheibe, Team                                    | 10 m laufende Scheibe, Team |
| Nr.                         | Wettbewerb                  | Gold                                                                  | Gold                        | Silber                                                 | Silber                      | Bronze                                                         | Bronze                      |
| --------------------------- | --------------------------- | --------------------------------------------------------------------- | --------------------------- | ------------------------------------------------------ | --------------------------- | -------------------------------------------------------------- | --------------------------- |
| 1                           | Maribor                     | RusslandVladislav Shchepotkin Wladislaw Prjanischnikow Maxim Stepanov | 1739 WR ER                  | SchwedenJesper Nyberg Emil Martinsson Niklas Bergström | 1711                        | FinnlandTomi-Pekka Heikkilä Krister Holmberg Heikki Lähdekorpi | 1704                        |

| 10 m laufende Scheibe Mixed, Team | 10 m laufende Scheibe Mixed, Team | 10 m laufende Scheibe Mixed, Team                                     | 10 m laufende Scheibe Mixed, Team | 10 m laufende Scheibe Mixed, Team                      | 10 m laufende Scheibe Mixed, Team | 10 m laufende Scheibe Mixed, Team                              | 10 m laufende Scheibe Mixed, Team |
| Nr.                               | Wettbewerb                        | Gold                                                                  | Gold                              | Silber                                                 | Silber                            | Bronze                                                         | Bronze                            |
| --------------------------------- | --------------------------------- | --------------------------------------------------------------------- | --------------------------------- | ------------------------------------------------------ | --------------------------------- | -------------------------------------------------------------- | --------------------------------- |
| 1                                 | Maribor                           | RusslandVladislav Shchepotkin Wladislaw Prjanischnikow Maxim Stepanov | 1153                              | SchwedenJesper Nyberg Emil Martinsson Niklas Bergström | 1133 (27x)                        | FinnlandTomi-Pekka Heikkilä Krister Holmberg Heikki Lähdekorpi | 1133 (20x)                        |

##### Frauen
| 10 m laufende Scheibe | 10 m laufende Scheibe | 10 m laufende Scheibe | 10 m laufende Scheibe | 10 m laufende Scheibe | 10 m laufende Scheibe | 10 m laufende Scheibe | 10 m laufende Scheibe |
| Nr.                   | Wettbewerb            | Gold                  | Gold                  | Silber                | Silber                | Bronze                | Bronze                |
| --------------------- | --------------------- | --------------------- | --------------------- | --------------------- | --------------------- | --------------------- | --------------------- |
| 1                     | Maribor               | Galina Avramenko      | --                    | Lilit Mkrtchyan       | --                    | Julia Eydenzon        | --                    |

| 10 m laufende Scheibe Mixed | 10 m laufende Scheibe Mixed | 10 m laufende Scheibe Mixed | 10 m laufende Scheibe Mixed | 10 m laufende Scheibe Mixed | 10 m laufende Scheibe Mixed | 10 m laufende Scheibe Mixed | 10 m laufende Scheibe Mixed |
| Nr.                         | Wettbewerb                  | Gold                        | Gold                        | Silber                      | Silber                      | Bronze                      | Bronze                      |
| --------------------------- | --------------------------- | --------------------------- | --------------------------- | --------------------------- | --------------------------- | --------------------------- | --------------------------- |
| 1                           | Maribor                     | Galina Avramenko            | 373                         | Olga Stepanova              | 371                         | Irina Izmalkova             | 370                         |

| 10 m laufende Scheibe, Team | 10 m laufende Scheibe, Team | 10 m laufende Scheibe, Team                           | 10 m laufende Scheibe, Team | 10 m laufende Scheibe, Team                                    | 10 m laufende Scheibe, Team | 10 m laufende Scheibe, Team                           | 10 m laufende Scheibe, Team |
| Nr.                         | Wettbewerb                  | Gold                                                  | Gold                        | Silber                                                         | Silber                      | Bronze                                                | Bronze                      |
| --------------------------- | --------------------------- | ----------------------------------------------------- | --------------------------- | -------------------------------------------------------------- | --------------------------- | ----------------------------------------------------- | --------------------------- |
| 1                           | Maribor                     | RusslandOlga Stepanova Julia Eydenzon Irina Izmalkova | 1112                        | UkraineGalina Avramenko Viktoriya Rybovalova Liudmyla Vasylyuk | 1107                        | UngarnGabriella Körtvélyessy Edit Máthé Hajnalka Ádám | 998                         |

| 10 m laufende Scheibe Mixed, Team | 10 m laufende Scheibe Mixed, Team | 10 m laufende Scheibe Mixed, Team                     | 10 m laufende Scheibe Mixed, Team | 10 m laufende Scheibe Mixed, Team                              | 10 m laufende Scheibe Mixed, Team | 10 m laufende Scheibe Mixed, Team                     | 10 m laufende Scheibe Mixed, Team |
| Nr.                               | Wettbewerb                        | Gold                                                  | Gold                              | Silber                                                         | Silber                            | Bronze                                                | Bronze                            |
| --------------------------------- | --------------------------------- | ----------------------------------------------------- | --------------------------------- | -------------------------------------------------------------- | --------------------------------- | ----------------------------------------------------- | --------------------------------- |
| 1                                 | Maribor                           | RusslandOlga Stepanova Julia Eydenzon Irina Izmalkova | 1110                              | UkraineGalina Avramenko Viktoriya Rybovalova Liudmyla Vasylyuk | 1102                              | UngarnGabriella Körtvélyessy Edit Máthé Hajnalka Ádám | 1008                              |

### Juniorinnen und Junioren

#### Gewehr

##### Junioren
| 10 m Luftgewehr | 10 m Luftgewehr | 10 m Luftgewehr | 10 m Luftgewehr | 10 m Luftgewehr | 10 m Luftgewehr | 10 m Luftgewehr | 10 m Luftgewehr |
| Nr.             | Wettbewerb      | Gold            | Gold            | Silber          | Silber          | Bronze          | Bronze          |
| --------------- | --------------- | --------------- | --------------- | --------------- | --------------- | --------------- | --------------- |
| 1               | Maribor         | Andrei Golovkov | 249,8 WRJ ERJ   | Lazar Kovačević | 249,0           | István Péni     | 227,0           |

| 10 m Luftgewehr, Team | 10 m Luftgewehr, Team | 10 m Luftgewehr, Team                    | 10 m Luftgewehr, Team | 10 m Luftgewehr, Team                                 | 10 m Luftgewehr, Team | 10 m Luftgewehr, Team                             | 10 m Luftgewehr, Team |
| Nr.                   | Wettbewerb            | Gold                                     | Gold                  | Silber                                                | Silber                | Bronze                                            | Bronze                |
| --------------------- | --------------------- | ---------------------------------------- | --------------------- | ----------------------------------------------------- | --------------------- | ------------------------------------------------- | --------------------- |
| 1                     | Maribor               | UngarnIstván Péni Péter Vas Csaba Kovács | 1873,3 WRJ ERJ        | KroatienBorna Petanjek Andrija Mikuljan Miran Maričić | 1873,1                | RusslandIlia Marsov Andrei Golovkov Roman Mailkov | 1864,5                |

##### Juniorinnen
| 10 m Luftgewehr | 10 m Luftgewehr | 10 m Luftgewehr | 10 m Luftgewehr | 10 m Luftgewehr    | 10 m Luftgewehr | 10 m Luftgewehr | 10 m Luftgewehr |
| Nr.             | Wettbewerb      | Gold            | Gold            | Silber             | Silber          | Bronze          | Bronze          |
| --------------- | --------------- | --------------- | --------------- | ------------------ | --------------- | --------------- | --------------- |
| 1               | Maribor         | Jade Bordet     | 249,1 ERJ       | Isabelle Johansson | 247,3           | Anna Janßen     | 226,7           |

| 10 m Luftgewehr, Team | 10 m Luftgewehr, Team | 10 m Luftgewehr, Team                          | 10 m Luftgewehr, Team | 10 m Luftgewehr, Team                                 | 10 m Luftgewehr, Team | 10 m Luftgewehr, Team                                | 10 m Luftgewehr, Team |
| Nr.                   | Wettbewerb            | Gold                                           | Gold                  | Silber                                                | Silber                | Bronze                                               | Bronze                |
| --------------------- | --------------------- | ---------------------------------------------- | --------------------- | ----------------------------------------------------- | --------------------- | ---------------------------------------------------- | --------------------- |
| 1                     | Maribor               | DeutschlandAnna Janßen Verena Schmid Jana Heck | 1241,8                | NorwegenTatjana Banjac Sanja Vukašinović Marija Malić | 1440,4                | PolenAlessandra Luciani Nicole Gabrielli Elena Pizzi | 1239,5                |

##### Mixed
| 10 m Luftgewehr | 10 m Luftgewehr | 10 m Luftgewehr              | 10 m Luftgewehr | 10 m Luftgewehr                   | 10 m Luftgewehr | 10 m Luftgewehr                 | 10 m Luftgewehr |
| Nr.             | Wettbewerb      | Gold                         | Gold            | Silber                            | Silber          | Bronze                          | Bronze          |
| --------------- | --------------- | ---------------------------- | --------------- | --------------------------------- | --------------- | ------------------------------- | --------------- |
| 1               | Maribor         | Verena Schmid David Koenders | --              | Sanja Vukašinović Lazar Kovačević | --              | Filip Nepejchal Nikola Foistová | --              |

#### Pistole

##### Junioren
| 10 m Luftpistole | 10 m Luftpistole | 10 m Luftpistole  | 10 m Luftpistole | 10 m Luftpistole | 10 m Luftpistole | 10 m Luftpistole | 10 m Luftpistole |
| Nr.              | Wettbewerb       | Gold              | Gold             | Silber           | Silber           | Bronze           | Bronze           |
| ---------------- | ---------------- | ----------------- | ---------------- | ---------------- | ---------------- | ---------------- | ---------------- |
| 1                | Maribor          | Anton Aristarchow | 239,8 WRJ ERJ    | Paolo Monna      | 239,7            | Ernests Erbs     | 216,7            |

| 10 m Luftpistole, Team | 10 m Luftpistole, Team | 10 m Luftpistole, Team                                    | 10 m Luftpistole, Team | 10 m Luftpistole, Team                                  | 10 m Luftpistole, Team | 10 m Luftpistole, Team                                        | 10 m Luftpistole, Team |
| Nr.                    | Wettbewerb             | Gold                                                      | Gold                   | Silber                                                  | Silber                 | Bronze                                                        | Bronze                 |
| ---------------------- | ---------------------- | --------------------------------------------------------- | ---------------------- | ------------------------------------------------------- | ---------------------- | ------------------------------------------------------------- | ---------------------- |
| 1                      | Maribor                | RusslandAnton Aristarchow Alexander Petrov Mikhail Isakov | 1719                   | DeutschlandRobin Walter Nils Strubel Aleksandar Todorov | 1706                   | UkrainePavlo Krepostniak Bohdan Kyrylenko Oleksandr Samostrol | 1705                   |

##### Juniorinnen
| 10 m Luftpistole | 10 m Luftpistole | 10 m Luftpistole | 10 m Luftpistole | 10 m Luftpistole | 10 m Luftpistole | 10 m Luftpistole | 10 m Luftpistole |
| Nr.              | Wettbewerb       | Gold             | Gold             | Silber           | Silber           | Bronze           | Bronze           |
| ---------------- | ---------------- | ---------------- | ---------------- | ---------------- | ---------------- | ---------------- | ---------------- |
| 1                | Maribor          | Veronika Major   | 235,9 WRJ ERJ    | Polina Konarieva | 235,0            | Denisa Bezděčná  | 214,3            |

| 10 m Luftpistole, Team | 10 m Luftpistole, Team | 10 m Luftpistole, Team                                           | 10 m Luftpistole, Team | 10 m Luftpistole, Team                                       | 10 m Luftpistole, Team | 10 m Luftpistole, Team                               | 10 m Luftpistole, Team |
| Nr.                    | Wettbewerb             | Gold                                                             | Gold                   | Silber                                                       | Silber                 | Bronze                                               | Bronze                 |
| ---------------------- | ---------------------- | ---------------------------------------------------------------- | ---------------------- | ------------------------------------------------------------ | ---------------------- | ---------------------------------------------------- | ---------------------- |
| 1                      | Maribor                | FrankreichMathilde Lamolle Camille Jedrzejewski Kateline Nicolas | 1118 (29x)             | DeutschlandJessica Schrader Miriam Piechaczek Lea Kleesattel | 1118 (16x)             | TschechienDenisa Bezděčná Anna Dědová Alžběta Dědová | 1116                   |

##### Mixed
| 10 m Luftpistole | 10 m Luftpistole | 10 m Luftpistole               | 10 m Luftpistole | 10 m Luftpistole                     | 10 m Luftpistole | 10 m Luftpistole          | 10 m Luftpistole |
| Nr.              | Wettbewerb       | Gold                           | Gold             | Silber                               | Silber           | Bronze                    | Bronze           |
| ---------------- | ---------------- | ------------------------------ | ---------------- | ------------------------------------ | ---------------- | ------------------------- | ---------------- |
| 1                | Maribor          | Nicolas Thiel Mathilde Lamolle | --               | Anton Aristarchow Olga Veretelnikova | --               | Paolo Monna Rebecca Lesti | --               |

#### Laufende Scheibe

##### Junioren
| 10 m laufende Scheibe | 10 m laufende Scheibe | 10 m laufende Scheibe | 10 m laufende Scheibe | 10 m laufende Scheibe | 10 m laufende Scheibe | 10 m laufende Scheibe | 10 m laufende Scheibe |
| Nr.                   | Wettbewerb            | Gold                  | Gold                  | Silber                | Silber                | Bronze                | Bronze                |
| --------------------- | --------------------- | --------------------- | --------------------- | --------------------- | --------------------- | --------------------- | --------------------- |
| 1                     | Maribor               | Ihor Kizyma           | --                    | Maksym Babushok       | --                    | Nicolas Tranchant     | --                    |

| 10 m laufende Scheibe Mixed | 10 m laufende Scheibe Mixed | 10 m laufende Scheibe Mixed | 10 m laufende Scheibe Mixed | 10 m laufende Scheibe Mixed | 10 m laufende Scheibe Mixed | 10 m laufende Scheibe Mixed | 10 m laufende Scheibe Mixed |
| Nr.                         | Wettbewerb                  | Gold                        | Gold                        | Silber                      | Silber                      | Bronze                      | Bronze                      |
| --------------------------- | --------------------------- | --------------------------- | --------------------------- | --------------------------- | --------------------------- | --------------------------- | --------------------------- |
| 1                           | Maribor                     | Ihor Kizyma                 | 380                         | Maksym Babushok             | 377                         | Valerii Davydov             | 372+19+17                   |

| 10 m laufende Scheibe, Team | 10 m laufende Scheibe, Team | 10 m laufende Scheibe, Team                         | 10 m laufende Scheibe, Team | 10 m laufende Scheibe, Team                            | 10 m laufende Scheibe, Team | 10 m laufende Scheibe, Team                  | 10 m laufende Scheibe, Team |
| Nr.                         | Wettbewerb                  | Gold                                                | Gold                        | Silber                                                 | Silber                      | Bronze                                       | Bronze                      |
| --------------------------- | --------------------------- | --------------------------------------------------- | --------------------------- | ------------------------------------------------------ | --------------------------- | -------------------------------------------- | --------------------------- |
| 1                           | Maribor                     | UkraineIhor Kizyma Maksym Babushok Danylo Danylenko | 1687                        | RusslandValerii Davydov Iaroslav Klepikov Egor Spekhov | 1645                        | UngarnIstván Sándor Richárd Nagy Áron Mácsek | 1593                        |

| 10 m laufende Scheibe Mixed, Team | 10 m laufende Scheibe Mixed, Team | 10 m laufende Scheibe Mixed, Team                   | 10 m laufende Scheibe Mixed, Team | 10 m laufende Scheibe Mixed, Team                      | 10 m laufende Scheibe Mixed, Team | 10 m laufende Scheibe Mixed, Team            | 10 m laufende Scheibe Mixed, Team |
| Nr.                               | Wettbewerb                        | Gold                                                | Gold                              | Silber                                                 | Silber                            | Bronze                                       | Bronze                            |
| --------------------------------- | --------------------------------- | --------------------------------------------------- | --------------------------------- | ------------------------------------------------------ | --------------------------------- | -------------------------------------------- | --------------------------------- |
| 1                                 | Maribor                           | UkraineIhor Kizyma Maksym Babushok Danylo Danylenko | 1119                              | RusslandValerii Davydov Iaroslav Klepikov Egor Spekhov | 1073                              | UngarnIstván Sándor Richárd Nagy Áron Macsek | 1024                              |

##### Juniorinnen
| 10 m laufende Scheibe | 10 m laufende Scheibe | 10 m laufende Scheibe | 10 m laufende Scheibe | 10 m laufende Scheibe | 10 m laufende Scheibe | 10 m laufende Scheibe | 10 m laufende Scheibe |
| Nr.                   | Wettbewerb            | Gold                  | Gold                  | Silber                | Silber                | Bronze                | Bronze                |
| --------------------- | --------------------- | --------------------- | --------------------- | --------------------- | --------------------- | --------------------- | --------------------- |
| 1                     | Maribor               | Veronika Major        | --                    | Kseniia Anufrieva     | --                    | Anna Kostina          | --                    |

| 10 m laufende Scheibe Mixed | 10 m laufende Scheibe Mixed | 10 m laufende Scheibe Mixed | 10 m laufende Scheibe Mixed | 10 m laufende Scheibe Mixed | 10 m laufende Scheibe Mixed | 10 m laufende Scheibe Mixed | 10 m laufende Scheibe Mixed |
| Nr.                         | Wettbewerb                  | Gold                        | Gold                        | Silber                      | Silber                      | Bronze                      | Bronze                      |
| --------------------------- | --------------------------- | --------------------------- | --------------------------- | --------------------------- | --------------------------- | --------------------------- | --------------------------- |
| 1                           | Maribor                     | Veronika Major              | 378                         | Anna Kostina                | 363                         | Viktoriia Stetsiura         | 355                         |

| 10 m laufende Scheibe, Team | 10 m laufende Scheibe, Team | 10 m laufende Scheibe, Team                               | 10 m laufende Scheibe, Team | 10 m laufende Scheibe, Team                                    | 10 m laufende Scheibe, Team | 10 m laufende Scheibe, Team                        | 10 m laufende Scheibe, Team |
| Nr.                         | Wettbewerb                  | Gold                                                      | Gold                        | Silber                                                         | Silber                      | Bronze                                             | Bronze                      |
| --------------------------- | --------------------------- | --------------------------------------------------------- | --------------------------- | -------------------------------------------------------------- | --------------------------- | -------------------------------------------------- | --------------------------- |
| 1                           | Maribor                     | RusslandKseniia Anufrieva Anna Kostina Natalia Pochatkova | 1086                        | UkraineViktoriia Stetsiura Yuliya Tymoshko Darya Rozhniatovska | 1043                        | UngarnVeronika Major Borbála Csányi Lilla Békevári | 1008                        |

| 10 m laufende Scheibe Mixed, Team | 10 m laufende Scheibe Mixed, Team | 10 m laufende Scheibe Mixed, Team                         | 10 m laufende Scheibe Mixed, Team | 10 m laufende Scheibe Mixed, Team                              | 10 m laufende Scheibe Mixed, Team | 10 m laufende Scheibe Mixed, Team                  | 10 m laufende Scheibe Mixed, Team |
| Nr.                               | Wettbewerb                        | Gold                                                      | Gold                              | Silber                                                         | Silber                            | Bronze                                             | Bronze                            |
| --------------------------------- | --------------------------------- | --------------------------------------------------------- | --------------------------------- | -------------------------------------------------------------- | --------------------------------- | -------------------------------------------------- | --------------------------------- |
| 1                                 | Maribor                           | RusslandKseniia Anufrieva Anna Kostina Natalia Pochatkova | 1062                              | UkraineViktoriia Stetsiura Yuliya Tymoshko Darya Rozhniatovska | 1047                              | UngarnVeronika Major Borbála Csányi Lilla Békevári | 1043                              |

## Medaillenspiegel
| Platz  | Land          | Gold | Silber | Bronze | Gesamt |
| ------ | ------------- | ---- | ------ | ------ | ------ |
| 01     | Russland      | 14   | 10     | 8      | 32     |
| 02     | Ukraine       | 6    | 9      | 2      | 17     |
| 03     | Serbien       | 4    | 5      | 1      | 10     |
| 04     | Ungarn        | 4    | —      | 7      | 11     |
| 05     | Deutschland   | 3    | 3      | 3      | 9      |
| 06     | Frankreich    | 3    | —      | 3      | 6      |
| 07     | Kroatien      | 1    | 2      | —      | 3      |
| 08     | Polen         | 1    | —      | —      | 1      |
| 09     | Schweden      | —    | 3      | 1      | 4      |
| 10     | Dänemark      | —    | 2      | —      | 2      |
| 11     | Italien       | —    | 1      | 2      | 3      |
| 12     | Armenien      | —    | 1      | —      | 1      |
| 13     | Tschechien    | —    | —      | 4      | 4      |
| 14     | Finnland      | —    | —      | 2      | 2      |
| 15     | Aserbaidschan | —    | —      | 1      | 1      |
| 15     | Lettland      | —    | —      | 1      | 1      |
| 15     | Türkei        | —    | —      | 1      | 1      |
| Gesamt | Gesamt        | 36   | 36     | 36     | 108    |